# Прасковя Салтикова
Прасковя Фьодоровна Салтикова (* 1664; † 1723) е руска царица, съпруга на руския цар Иван V. Тя е дъщеря на Фьодор Петрович Салтиков и Анна Михайловна Татишчева.
Прасковя и Иван имат пет дъщери:
- Мария Ивановна (1689 – 1692)
- Феодосия Ивановна (1690 – 1691)
- Екатерина Ивановна (1691 – 1733)
- Анна Иовановна (1693 – 1740), руска императрица 1730 – 1740;
- Прасковя Ивановна (1694 – 1731)

Прасковя живее дълго след смъртта на съпруга си в Москва и в Петербург. Тя се ползва с голямо уважение от цар Петър Велики, за когото вратите на двореца ѝ винаги били широко отворени. Докато царят нямал законна съпруга, в двореца на Прасковя били посрещани чуждестранни делегации, на приемите на които тя била представяна като официална домакиня наравно с царя.